# Maillot à la brésilienne

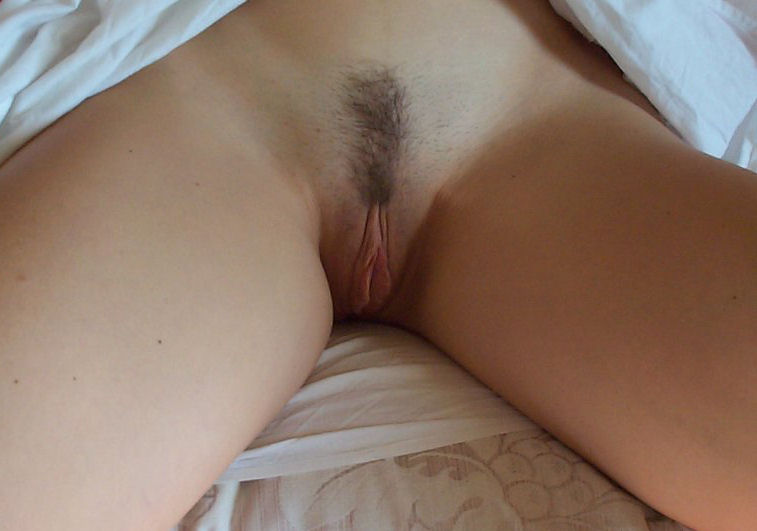
Exemple d'épilation maillot à la brésilienne

Le maillot à la brésilienne désigne un type d'épilation assez échancrée de la toison pubienne, qui conserve une mince bande de poils autour des grandes lèvres et un petit triangle au-dessus, au niveau du pubis.
Elle est particulièrement adaptée pour le port de sous-vêtements étroits ou de taille réduite (strings, tangas, slips brésiliens, etc.) ou les maillots de bain minimalistes (bikinis, maillots de bain brésiliens, microkini, etc.).
Le maillot peut prendre différentes formes.